# Всемирный день НПО
Всемирный день неправительственных организаций (Всемирный день НПО, англ. World NGO Day) отмечается ежегодно 27 февраля. Впервые Всемирный день НПО официально провозгласили 12 государств Балтийского моря 17 апреля 2010 года на 8-м саммите IX форума НПО региона Балтийского моря в Вильнюсе, Литва.
Всемирный день НПО впервые официально на международном уровне отмечался 27 февраля 2014 года в Хельсинки, Финляндия, где в праздничном мероприятии приняли участие различные мировые лидеры и НПО, такие как Хелен Кларк, 8-й руководитель программы развития ООН, бывший премьер-министр Новой Зеландии, которая в своей речи поздравила всех с признанием Всемирного дня НПО и отметила важную работу сектора НПО в мировом развитии. Среди лидеров был также и комиссар Евросоюза по развитию Андрис Пиебалгс, который в своей приветственной речи подчеркнул: «Это только правильно, что из множества дней в мире нужно будет поздравлять НПО и благодарить их за тот огромный труд, который они делают».

## История
27 февраля 1950 года в резолюции Организации Объединённых Наций было введено понятие «международная неправительственная организация», что означало признание сектора НПО.
Учреждение Всемирного дня НПО было инициировано в 2009 году, во время обучения международному праву студентом Марцисом Лиорсом Скадманисом, и его первоначальную популяризацию и развитие поддержала неправительственная организация «Латвийский гражданский альянс».
17 апреля 2010 года на 8-м саммите IX Форума НПО (Совет государств Балтийского моря) региона Балтийского моря в Вильнюсе, Литва, главные представители национальных НПО 12 государств Балтийского моря (Белоруссии, Дании, Эстонии, Финляндии, Германии, Исландии, Латвии, Литвы, Польши, России, Норвегии и Швеции) официально провозгласили Всемирный день НПО, закрепив его признание в резолюции и учредив, таким образом, юридически международно-правовой прецедент. 23-25 апреля 2012 года повторно Всемирный день НПО был официально юридически закреплён в заключительном сообщении президентуры Германии в СГБМ (Совет государств Балтийского моря) на X Форуме НПО региона Балтийского моря, в Берлинском университете имени Гумбольдта, в Берлине, Германия.
27 февраля 2017 года представитель Европейской службы внешних действий издал официальное письменное сообщение от имени Верховного представителя ЕС Федерики Могерини в связи со Всемирным днём НПО в Брюсселе, 27.02.2017 — UNIQUE ID: 170227_11. Подчеркивая важную роль, которую играют НПО.
 Сегодня мы празднуем Всемирный день неправительственных организаций, в основном мы празднуем и отмечаем вклад гражданского общества в сообщество и уникальную способность НПО быть голосом для тех, кого не слышат в обществе.Европейская служба внешних дел, 27 февраля 2017 года 

## Первый Всемирный день НПО
27 февраля 2014 года в Хельсинки, Финляндия, впервые на международном уровне отмечался Всемирный день НПО. Отмечая официальное признание нового Всемирного дня НПО на международном уровне, министерство иностранных дел Финляндии пожелало поддержать значимость Всемирного дня НПО и укрепление этой традиции в международной среде, оказав тем самым содействие в организации форума Всемирного дня НПО в Хельсинки, Финляндия. На форуме Всемирного дня НПО выступили также различные лидеры, такие как министр Финляндии по вопросам международного развития Пекка Хаависто (Pekka Haavisto), Государственный секретарь министерства иностранных дел Финляндии, руководитель Бюро по обслуживанию проектов (UNOPS) ООН, руководитель Совета министров Северных стран, бывшая министр Ирана по делам женщин и руководитель Программы развития ООН, бывшая премьер-министр Новой Зеландии, комиссар Евросоюза по развитию, а также представители от ЮНЕСКО и других международных организаций.

## Миссия
- Всемирный день НПО — это международный символ, отражающий глобальное ценности, устремления и результаты НПО, которые нацелены на свободу, общественный голос, заботу о безопасности людей, заботу о пострадавших странах, заботу о природе, заботу о культурном наследии человечества, заботу о будущем человечества и признание его ценности;
- Всемирный день НПО подтверждает благодарность и признательность общества за вклад НПО, внесённый ими во благо сообщества, объединяя все неправительственные организации в мире под конкретным международным символом — этим днём;
- Всемирный день НПО является днём памяти тех людей НПО по всему миру, которые отдали свои жизни при выполнении своей работа и своих обязанностей в рамках этой миссии[17].

## Деятельность
Всемирный день НПО широко отмечается в различных странах, например, в Пакистане, Индии, Афганистане, Непале, США и различных странах Африки, Азии, Южной Америки и Европы. Всемирный День НПО, как правило, отмечается в виде различных широкомасштабных мероприятий: дискуссий, форумов, семинаров, лекций, дружеских вечеров, выставок, информационных мероприятий о работе НПО на телевидении, радио, в школах и т. д. Всемирный день НПО 27 февраля используется как символ также и частными предприятиями, которые предоставляют таким образом свои услуги и товары неправительственным организациям бесплатно или с большими скидками.

## Официальный хештег
Официальными хештегами (ключевыми словами) Всемирного дня НПО являются: #WorldNGODay, #YourNGODay and #NGODay.